# Llantió iberomagribí
El llantió iberomagribí (Ischnura graellsii) és una espècie d'odonat zigòpter de la família Coenagrionidae. La seva àrea de distribució es troba a Tunísia, Algèria, Marroc, Espanya, Portugal i França. És present a Catalunya.
El mascle és molt semblant al llantió elegant (Ischnura elegans); difereix en els apèndixs inferiors i en el pronot (no té una projecció que sobresurt). La femella també és molt semblant al llantió nansat, tot i que difereix en els colors quan són immadures. Viu en aigües estancades (basses) i trams de riu amb corrent poc ràpid. El període de vol dels adult és de març-abril a setembre-octubre.

## Galeria

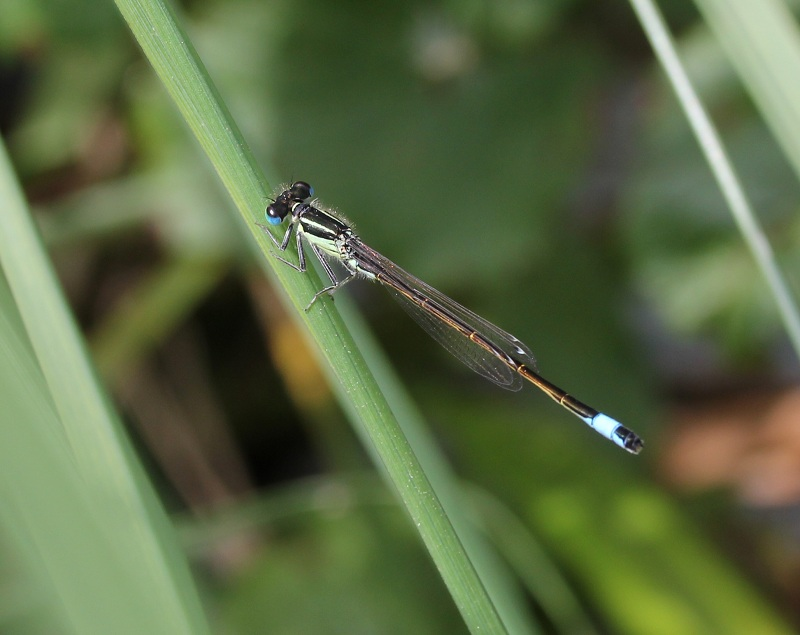
Ischnura graellsii mascle
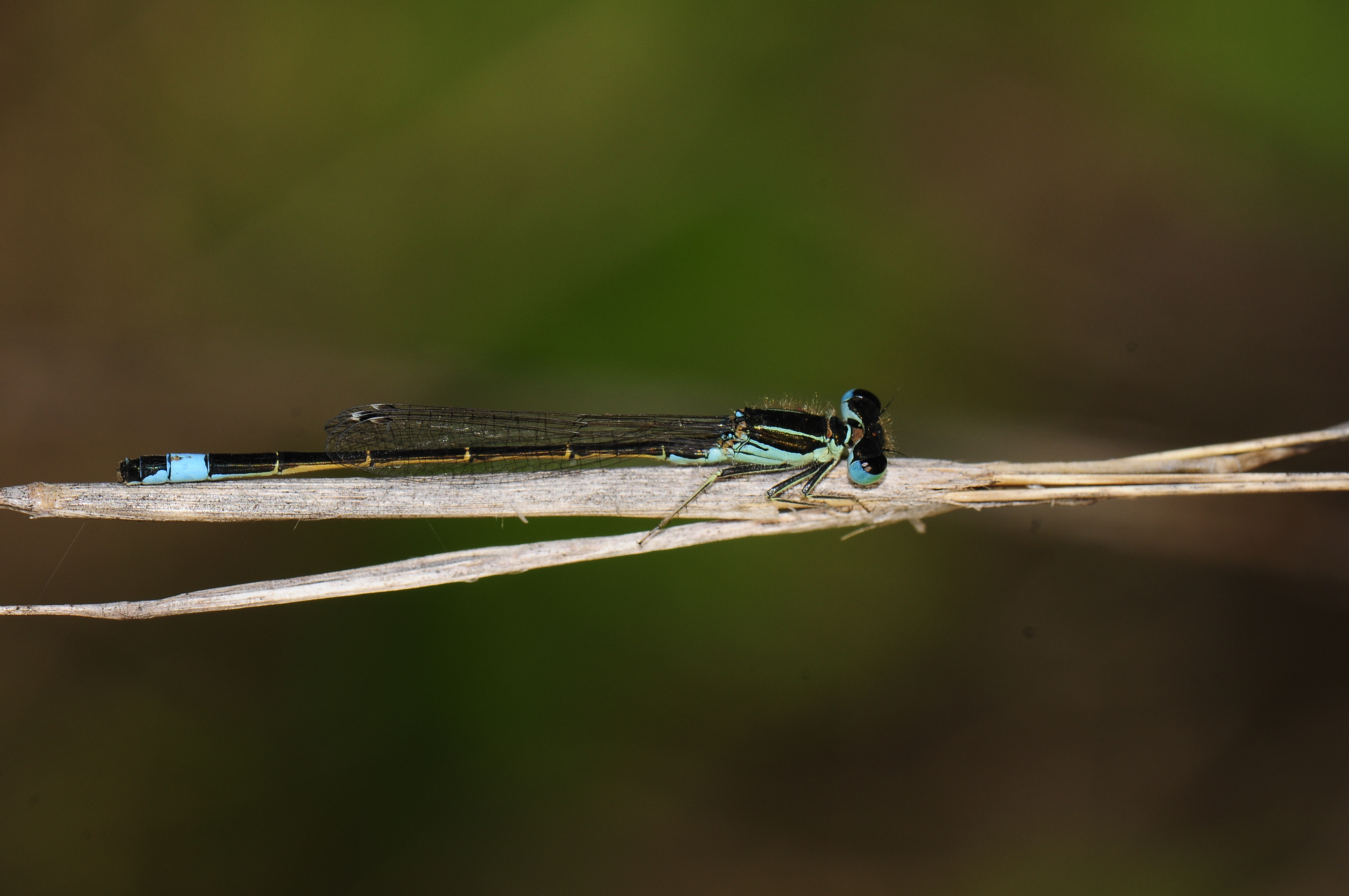
Ischnura graellsii mascle
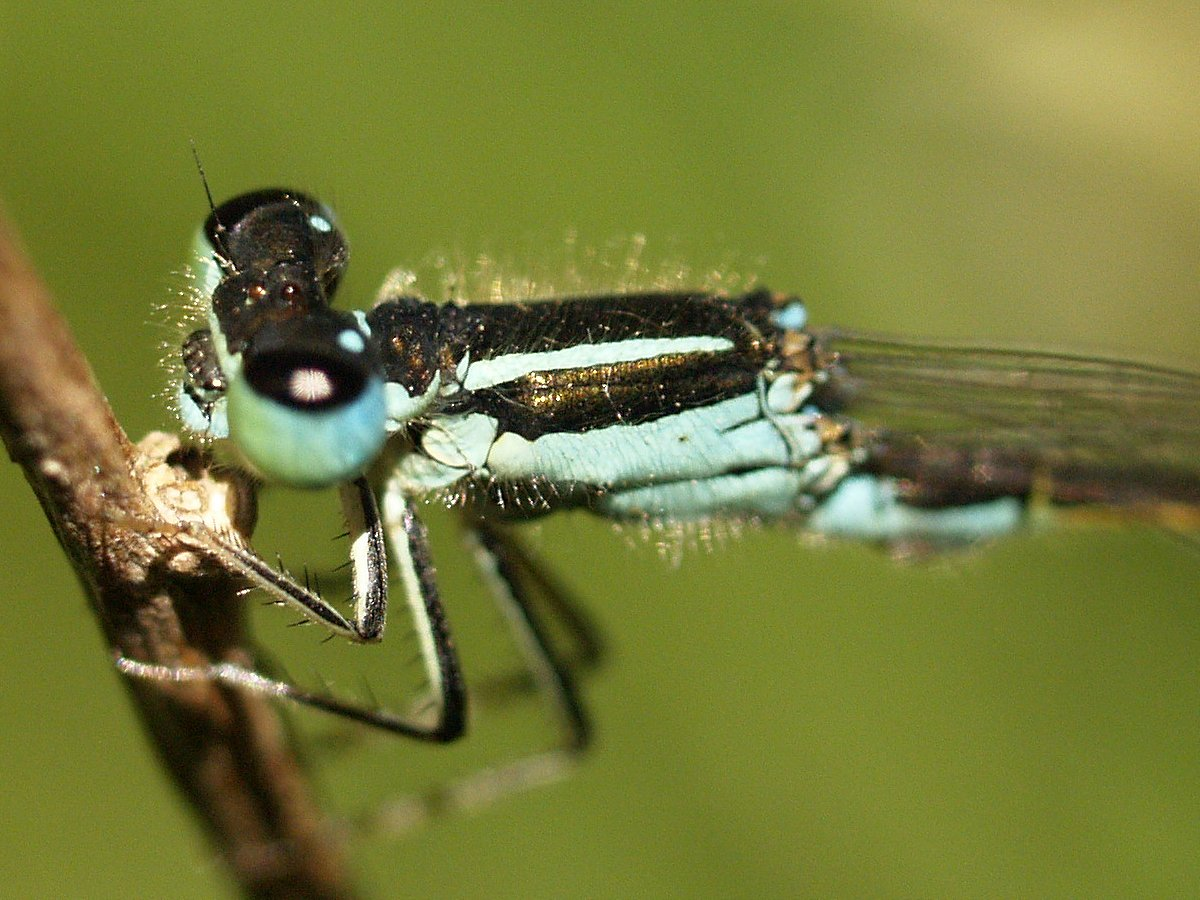
Ischnura graellsii detall
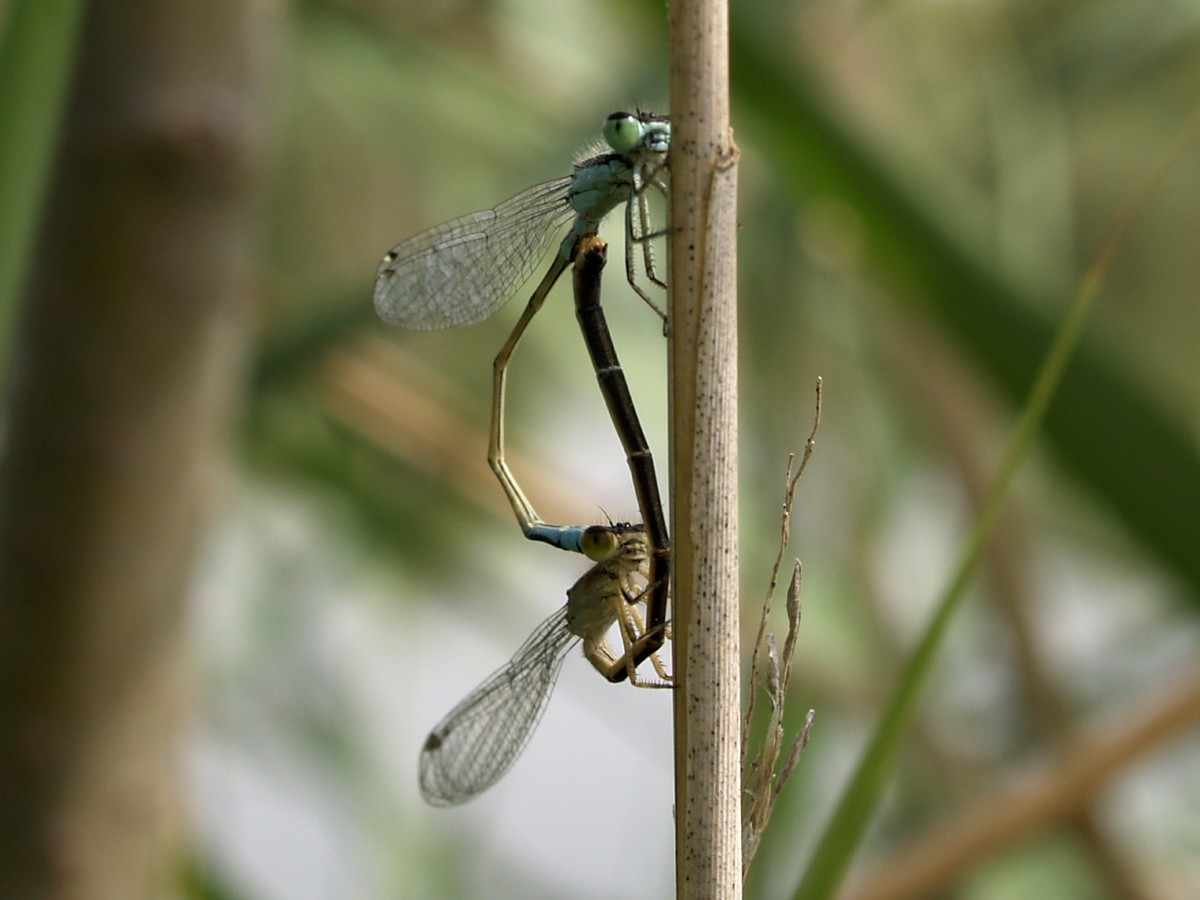
Ischnura graellsii còpula